# Cyathea contaminans
Cyathea contaminans är en ormbunkeart som först beskrevs av Nathaniel Wallich och William Jackson Hooker, och fick sitt nu gällande namn av Edwin Bingham Copeland. Cyathea contaminans ingår i släktet Cyathea och familjen Cyatheaceae. Inga underarter finns listade.